# Тони Джаа
Паном Йирум (тайск. พนม ยีรัมย์), более известный как Тони Джаа (англ. Tony Jaa; род. 5 февраля 1976, Сурин, Таиланд) — тайский киноактёр, специализирующийся на фильмах с восточными единоборствами, хореограф, каскадёр и кинорежиссёр.

## Биография
Паном Йирам родился 5 февраля 1976 года на северо-востоке Таиланда, в провинции Сурин, граничащей с Камбоджей. Его родители, представители народности суай группы горных кхмеров, занимались разведением слонов. Невероятную прыгучесть Тони Джаа развил с детства, запрыгивая на спины двух любимых слонят — по мере того, как слонята взрослели и становились все выше, росло и мастерство в прыжках у Тони Джаа. Ребёнком Йирам смотрел боевики с Брюсом Ли, Джеки Чаном и Джетом Ли, и, подражая своим кумирам, сам стал заниматься восточными единоборствами, в особенности муай-тай. В изучении единоборств юный Йирам проявил необычайное упорство и трудолюбие, например, он был способен отрабатывать удары, увиденные им в фильмах, бессчётное количество раз, до тех пор, пока они не получались именно такими, какими он их видел в фильмах. Когда его отец попытался запретить ему заниматься изучением тайского бокса, Паном пригрозил ему, что покончит жизнь самоубийством, после чего отец вынужден был уступить и даже сам стал заниматься обучением сына, так как имел определённый опыт тренерской работы в муай-тай. В 15 лет Паном Йирам стал учеником известного тайского каскадёра и постановщика боевых сцен Панны Риттикрая. Паном занимался в колледже физического воспитания в провинции Маха Сарахам, где изучал различные единоборства, от тхэквондо до дзюдо.
Вскоре Йирам стал одним из каскадёров команды Риттикрая. Он дублировал известного гонконгского актёра Саммо Хуна в рекламе энергетических напитков, а также Робина Шу в фильме «Смертельная битва 2: Истребление». Риттикрай и Йирам проявили интерес к древнему стилю муай-боран, из которого берёт начало современный муай-тай. После нескольких лет тренировок был создан короткий фильм, в котором Паном демонстрировал все свои способности. Этот фильм заинтересовал режиссёра и продюсера Прачия Пинкаю, который совместно с Риттикраем приступил к съёмкам фильма с Йирамом в главной роли.
В 2003 году на экраны вышел боевик «Онг Бак: Тайский воин», в котором Паном Йирам (для западных зрителей он взял псевдоним Тони Джаа) исполнял сложнейшие трюки с экстремальной акробатикой и скоростными боями. При съёмках не использовались никакие механические средства и компьютерная графика, все трюки Джаа выполнял сам. Фильм имел большой успех, и о Тони Джаа заговорили как о новой звезде азиатских боевиков.

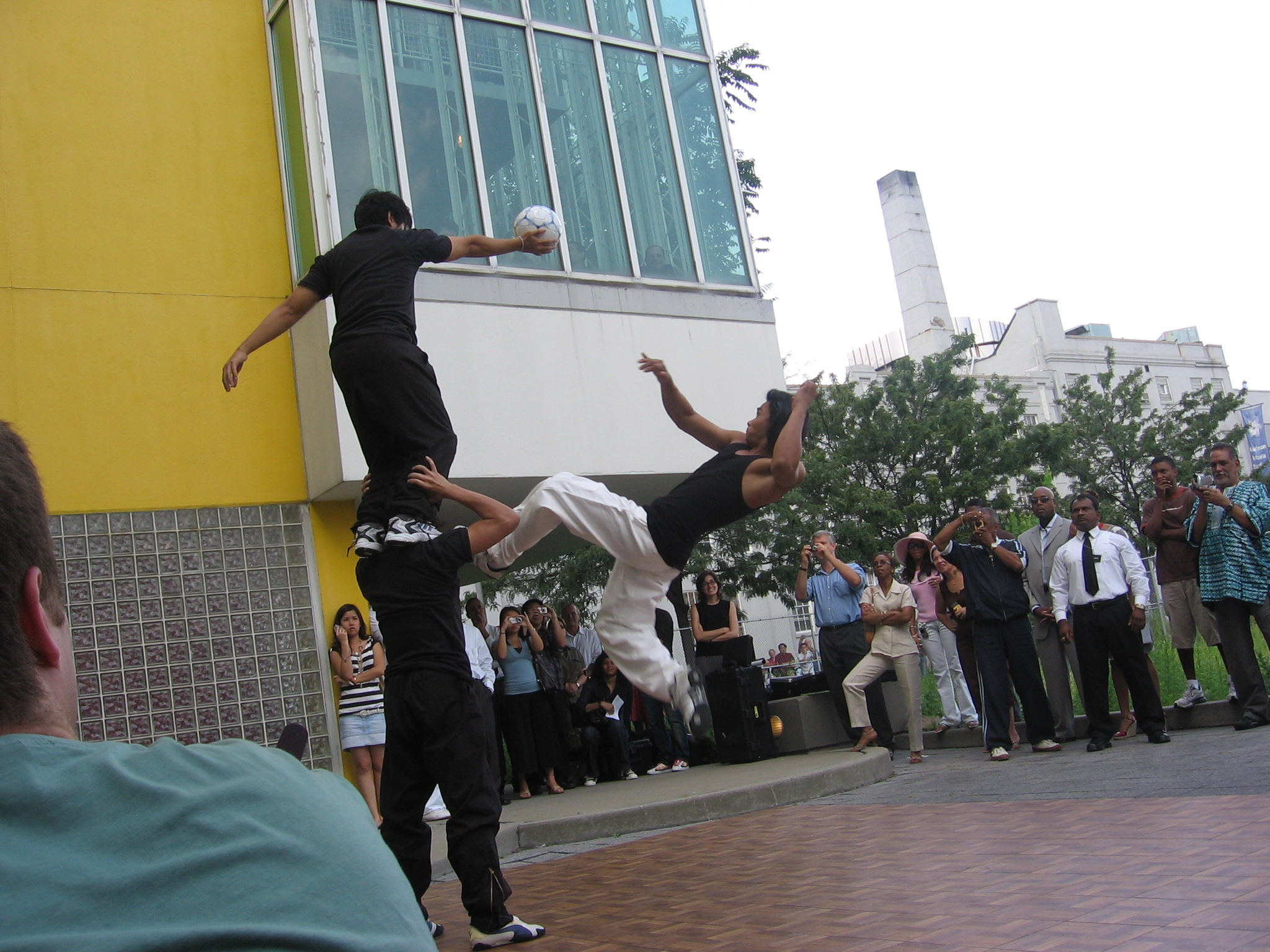
Тони Джаа демонстрирует один из своих фирменных трюков, ударяя ногой по мячу на высоте в два человеческих роста. Музей движущегося изображения, 2006 год

Следующим крупным проектом трио Джаа, Риттикрай, Пинкаю стала картина 2005 года «Честь дракона» (фильм также известен как «Том-ям-Кунг», «Защитник» и «Тайский дракон»), имевшая большой успех в Таиланде и Гонконге, а в 2006 году выпущенная в США под названием «Квентин Тарантино представляет: Защитник». Фильм стал самой коммерчески успешной тайской лентой, выходившей на Западе. Тони Джаа активно участвовал в пиар-кампании фильма за пределами Таиланда, устраивая показательные выступления в США, Японии и других странах.
Осенью 2006 года Джаа приступил к работе над фильмом «Онг Бак 2», в котором он впервые пробует себя в роли режиссёра. Выход картины состоялся 5 декабря 2008 года. Кинокомпания Sahamongkol Film International, выпустившая оба хита Тони, ранее анонсировала фильм «Меч», в котором Джаа должен был продемонстрировать искусство традиционного тайского боя с двумя мечами, однако запланированная работа над картиной по неназванным причинам была отменена. После некоторых трудностей Джа и Риттикрай сняли «Онг Бак 3», который вышел на экраны в мае 2010 года.
В 2015 году состоялся голливудский дебют Тони Джаа — в фильме Джеймса Вана «Форсаж 7».

## Фильмография
| Год  | Фильм                            | Оригинальное название           | Роль                               |
| ---- | -------------------------------- | ------------------------------- | ---------------------------------- |
| 1996 | Битва воина                      | Mission hunter 2                | Мусах, коммандос Генерала          |
| 1997 | Смертельная битва 2: Истребление | Mortal Kombat: Annihilation     | Лю Кан (дублёр Робина Шу)          |
| 2003 | Онг Бак                          | Ong bak                         | Тинг                               |
| 2004 | Телохранитель                    | The Bodyguard                   | Боец-покупатель из супермаркета    |
| 2005 | Честь дракона                    | Tom yum goong/The Protector     | Кхам                               |
| 2007 | Телохранитель 2                  | The Bodyguard 2                 | Уличный продавец фарфоровых слонов |
| 2008 | Онг Бак 2                        | Ong bak 2                       | Тинг, также режиссёр и сценарист   |
| 2010 | Онг Бак 3                        | Ong bak 3                       | Тинг, также режиссёр и сценарист   |
| 2013 | Честь дракона 2                  | Tom yum goong 2/The Protector 2 | Кхам                               |
| 2014 | Человек будет расти              | A Man Will Rise                 | также режиссёр                     |
| 2015 | Работорговля                     | Skin Trade                      | Тони                               |
| 2015 | Форсаж 7                         | Fast & Furious 7                | Кьет                               |
| 2015 | S.P.L. Звёзды судьбы 2           | Saat po long 2                  | Chai                               |
| 2016 | Никогда не сдавайся 3            | Never Back Down 3               | Камео                              |
| 2017 | Три икса: Мировое господство     | xXx: The Return of Xander Cage  | Тэлон                              |
| 2018 | Мастер Z: Наследие Ип Мана       | Cheung Tin-Chi                  | Телохранитель. Камео               |
| 2019 | Тройная угроза                   | Triple Threat                   | Payu                               |
| 2019 | Убийцы Ву                        |                                 |                                    |
| 2020 | Охотник на монстров              | Monster Hunter                  | Охотник                            |
| 2020 | Джиу-джитсу: Битва за Землю      | Jiu Jitsu                       | Кьюэнг                             |
| 2022 | Неудержимые 4                    | The Expendables 4               | Деша                               |